# Тідмор-Бенд (Алабама)
Тідмор-Бенд (англ. Tidmore Bend) — переписна місцевість (CDP) в США, в окрузі Етова штату Алабама. Населення — 1119 осіб (2020).

## Географія
Тідмор-Бенд розташований за координатами 34°1′57″ пн. ш. 85°55′31″ зх. д. / 34.03250° пн. ш. 85.92528° зх. д. (34.032490, -85.925319).  За даними Бюро перепису населення США в 2010 році переписна місцевість мала площу 24,95 км², уся площа — суходіл.

## Демографія
Згідно з переписом 2010 року, у переписній місцевості мешкало 1245 осіб у 509 домогосподарствах у складі 372 родин. Густота населення становила 50 осіб/км².  Було 548 помешкань (22/км²).
Расовий склад населення:
| - 93,4 % — білих - 4,2 % — чорних або афроамериканців - 0,7 % — корінних американців - 0,2 % — азіатів |

До двох чи більше рас належало 1,4 %. Частка іспаномовних становила 1,0 % від усіх жителів.
За віковим діапазоном населення розподілялося таким чином: 19,9 % — особи молодші 18 років, 62,6 % — особи у віці 18—64 років, 17,5 % — особи у віці 65 років та старші. Медіана віку мешканця становила 46,3 року. На 100 осіб жіночої статі у переписній місцевості припадало 98,2 чоловіків;  на 100 жінок у віці від 18 років та старших — 98,6 чоловіків також старших 18 років.
Середній дохід на одне домашнє господарство  становив 56 536 доларів США (медіана — 48 466), а середній дохід на одну сім'ю — 58 594 долари (медіана — 49 858). За межею бідності перебувало 12,1 % осіб, у тому числі 19,7 % дітей у віці до 18 років та 3,4 % осіб у віці 65 років та старших.
Цивільне працевлаштоване населення становило 407 осіб. Основні галузі зайнятості: освіта, охорона здоров'я та соціальна допомога — 22,9 %, роздрібна торгівля — 15,0 %, виробництво — 14,7 %.